# 3C 75
3C 75 is een binair superzwaar zwart gat in het dubbele sterrenstelsel NGC 1128 dat behoort tot  de 
cluster Abell 400, ongeveer 296.000.000 lichtjaar van de zon. 3C 75 heeft vier bekende radiojets, Het systeem beweegt zich met meer dan 1200 km/sec door het plasma van de cluster, wat de oorzaak voor de vervorming in de jets is.
NGC 1128 bestaat uit twee stelsels, NGC 1128-1 en NGC 1128-2 die aan het samensmelten zijn. 3C 75 is geassocieerd met de röntgenbron 2A 0252+060 (1H 0253+058, XRS 02522+060).

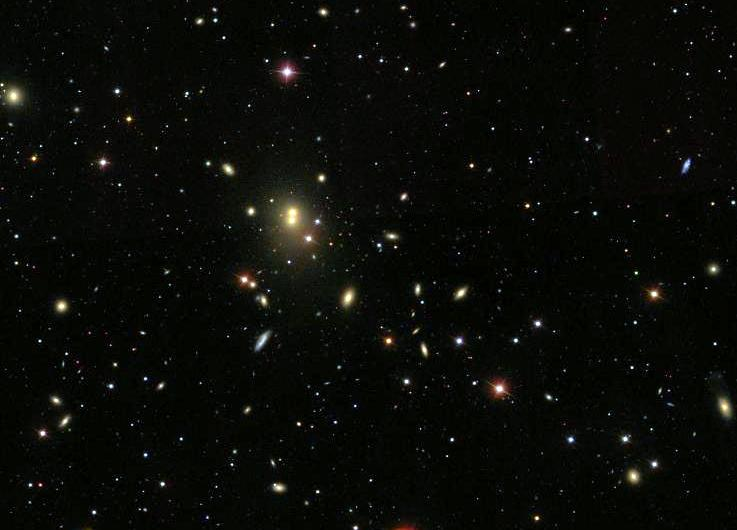
De cluster Abell 400. Het helderste sterrenstelsel is NGC 1128.

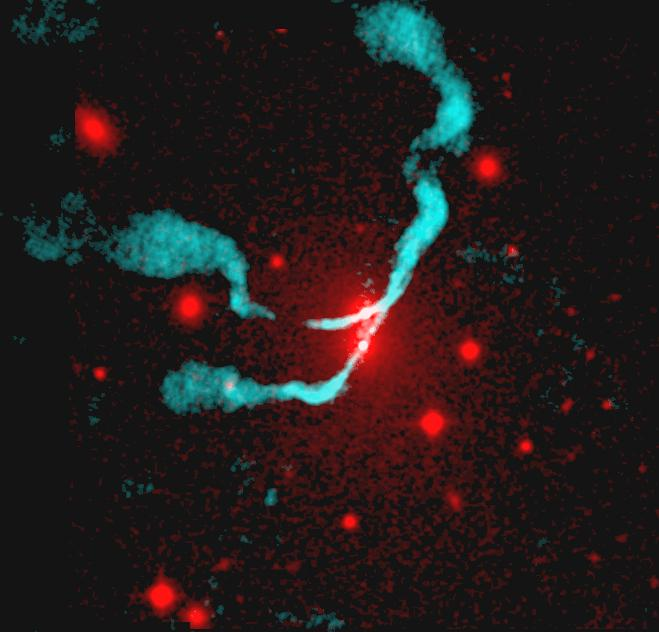
3C 75 in radiostraling (blauw) en optisch (rood)